# Walter Jens
Walter Jens, född 8 mars 1923 i Hamburg, Tyskland, död 9 juni 2013 i Tübingen, var en tysk filolog, litteraturhistoriker, kritiker och författare.

## Biografi
Jens gick i början av 1940-talet med i nazistiska partiet. Han hävdade senare att det skett automatiskt för att han var medlem i Hitlerjugend och att han aldrig fått något medlemskort. 
Under andra världskriget tog han en doktorsexamen i Freiburg im Breisgau med ett arbete om Sofokles' tragedi och bemyndigade vid 26 års ålder med arbetet Tacitus und die Freiheit vid Eberhard Karls Universität Tübingen. Jens var också medlem av Turnerschaft Akademischer Turnbund.
I hans mångsidiga produktion märks Das weisse Taschentuch (1948), en berättelse om en pacifistisk student i tyska armén, där titelns vita näsduk syftar på att man i det militära inte fick ha sådana, som skulle kunna användas som tecken på att man ville ge sig. Jens skrev då under pseudonym. Från 1950 var Jens medlem av i Gruppe 47 och samma år hade han sitt genombrott med framtidsromanen Nein - Die Welt der Angeklagten, en av de då mycket debatterade framtidsromanerna i samma genre som George Orwells 1984. Handlingen utspelas i en diktaturstat, där de mänskliga relationerna har reducerats till noll, och alla blir domare, vittnen eller anklagande.  Ett utmärkande drag för hans litterära verk är att han tolkar aktuella händelser genom att titta tillbaka på det förflutna.
Mellan 1965 och 1988 innehade Jens en professur i allmän retorik vid Eberhard Karls Universitetet i Tübingen, som skapades för att behålla honom kvar vid universitetet. Under pseudonym Momos, skrev han tv-recensioner för Die Zeit. Från 1976 till 1982 var han ordförande i International PEN center i Tyskland . Från 1989 till 1997 var han ordförande för Akademie der Künste, och därefter hedersordförande. Från 1990 till 1995 var han ordförande i Martin-Niemöller-stiftelsen.